# جواد عامری
میرزا جواد خان معین‌الممالک عامری (زاده ۱۲۷۰ در سمنان – درگذشته ۲۰ دی ۱۳۵۹ در تهران) حقوقدان، دیپلمات، نماینده دوره ۱۴ تا ۱۷ مجلس شورای ملی، دادستان کل کشور از ۱۳۳۵ تا ۱۳۳۸، وزیر دادگستری و ۲ نوبت وزیر کشور در دوران پهلوی بود. عامری پس از اشغال ایران، مأمور مذاکره با نمایندگان سیاسی انگلیس و شوروی بود و در مذاکرات این نمایندگان با رضا شاه حضور داشت.

## تولد و تحصیلات
جواد عامری در سال ۱۲۶۸ و به قولی ۱۲۷۰ خورشیدی در سمنان به دنیا آمد. پدرش میرزا ابوالحسن خان معین‌الممالک از بزرگان و مالکان سمنان بود. تحصیلات ابتدائی را از پنج‌سالگی شروع شد و در زادگاهش به انجام رساند. آنگاه به همراه مادر رهسپار تهران شد و دوره متوسطه را به پایان رساند و وارد مدرسه سیاسی شد.
عامری در دوره سه ساله مدرسه سیاسی با چهره‌های مشهوری مانند علی‌اکبر سیاسی، محمدعلی وارسته، علیرضا منصور، عیسی بهنام، محمد شایسته، ابوالقاسم پوروالی، ابراهیم دهخدا (برادر کوچک علی‌اکبر دهخدا)، هم‌دوره بود. مدرسه سیاسی در آن زمان اوضاع ثابت و کلاس و مکان مشخصی نداشت و طی یک سال، سه بار تغییر محل داد. در حالی که عامری امتحانات سال سوم را با موفقیت گذرانده و خود را آماده رفتن به کلاس چهارم می‌کرد، مدرسه سیاسی تعطیل شد. از همین رو، برای ادامه تحصیل به فرانسه رفت.

## خدمت در عدلیه
عامری پس از تحصیل در رشته حقوق در سال ۱۲۹۴ خورشیدی هنگام جهانی اول به ایران بازگشت و مترجم و دستیار مسیو آدولف پِرنی مستشار عدلیه شد. هنگامی که نصرت‌الدوله فیروز وزیر عدلیه برای تربیت قضات مدرسه حقوق را تأسیس کرد، او دستیار مسیو پرنی در مطالعه برنامه آموزشی دانشکده حقوق دانشگاه پاریس برای انتخاب دروسی بود که بایستی با توجه به نیازهای زمانی و اقلیمی ایران به محصلان تدریس شود. با گشایش مدرسه حقوق در آبان ۱۲۹۸ خورشیدی، معاونت و نظامت مدرسه را بر عهده گرفت و در کلاس‌های مسیو پرنی مترجم او بود. بعداً خودش مستقلاً به تدریس دروسی همچون حقوق بین‌الملل خصوصی، حقوق تجارت و حقوق جزا پرداخت.
عامری سپس در وزارت عدلیه رئیس دارالترجمه و رئیس کارگزینی شد. در سال ۱۳۰۶ که علی‌اکبر داور پس از رسیدن به وزارت عدلیه، تشکیلات قضائی کشور را به هم ریخت تا دادگستری نوین ایران را پایه‌گذاری کند، عامری را دعوت به کار قضائی کرد و ریاست محکمه تجارت را به او سپرد. عامری پس از آن رئیس محاکم بدایت تهران شد و در سال ۱۳۱۴ که منصورالسلطنه عدل رئیس اداره کل تهیه قوانین به وزارت امورخارجه انتقال یافت، سمت او را عهده‌دار شد. او در این سال عضو کمیسیونی بود که برای مذاکره جهت حل اختلافات بر سر مرزبندی در آبراه شط‌العرب به بغداد رفت.
از جمله اقدامات عامری در وزارت عدلیه، تدوین قانون سجل احوال بود. او در سال ۱۳۱۶ با رتبه قضائی مستشاری دیوان تمییز، مدیرکل قضائی وزارت عدلیه شد. در سال ۱۳۱۷ که مظفر اعلم وزیر امورخارجه شد، عامری را دعوت به کار و مدیرکل آن وزارتخانه کرد. سپس در دوم بهمن آن سال به عنوان معاون خود به مجلس معرفی کرد. در سال ۱۳۱۹ که اعلم از وزارت کناره گرفت، کفالت (سرپرستی) وزارت امورخارجه را به عهده گرفت.

## مذاکره با نمایندگان دولت‌های اشغالگر
در سوم شهریور ۱۳۲۰ که ارتش‌های انگلیس و شوروی وارد خاک ایران شدند، علی منصور نخست‌وزیر و جواد عامری کفیل وزارت امورخارجه به کاخ سعدآباد نزد رضا شاه رفتند و به او اطلاع دادند. شاه عامری را مأمور مذاکره با سفیران انگلستان و شوروی کرد. سر ریدر بولارد سفیر انگلیس و آندری اسمیرنوف صبح همان روز به دیدار رضا شاه رفتند و عامری مترجم مذاکرات بود.
روز پنجم شهریور رضا شاه استعفای علی منصور را پذیرفت و محمدعلی فروغی را مأمور تشکیل دولت کرد. در کابینه فروغی، عامری وزیر کشور شد. اما پس از استعفای رضا شاه که فروغی در کابینه خود تغییراتی داد، عامری از دولت بیرون رفت و پس از چند روز رئیس شرکت بیمه ایران شد.
سال بعد که احمد قوام نخست‌وزیر شد، عامری را در اول شهریور به عنوان وزیر کشور به مجلس معرفی کرد. پس از حادثه هفدهم آذر که شماری از وزیران کابینه قوام، از جمله بهاءالملک قراگوزلو وزیر دادگستری‌اش استعفا دادند، وزارت دادگستری را به عامری سپرد که تصدی او بر این وزارت‌خانه به دوازده روز نکشید و همراه با بیشتر اعضای کابینهٔ قوام‌السلطنه استعفا داد.

## قانونگذاری
سال پس از پایان دولت قوام (۱۳۲۲) عامری در انتخابات مجلس شورای ملی شرکت کرد و به نمایندگی سمنان و دامغان به مجلس رفت (دوره چهاردهم). او تا پایان دوره هفدهم که با حکومت دکتر مصدق همزمان شد، نماینده ماند و در سراسر دوران نمایندگی از هواداران دکتر مصدق بود. ریاست کمیسیون مرزی ایران و پاکستان و همراهی با قوام‌السلطنه در سفر به مسکو و دیدار با استالین جهت حل قضیه آذربایجان از جمله اقداماتی بود که به عنوان رئیس کمیسیون امورخارجه مجلس انجام داد.

## دادستانی و سفارت
به سبب هواداری از دکتر مصدق، پس از ۲۸ مرداد ۱۳۳۲ دیگر نه کاری به عامری ارجاع شد و نه به نمایندگی انتخاب شد تا اینکه در سال ۱۳۳۵ عباسقلی گلشاییان وزیر دادگستری، دیوان عالی کشور را تجدید سازمان داد و او را دادستان کل کشور کرد. عامری تا سال ۱۳۳۸ دادستان کل کشور بود. در این سال به عنوان سفیر به اتریش فرستاده شد و پس از پایان دوران سفارتش، به بازنشستگی نائل آمد.
جواد عامری در بیستم دی ۱۳۵۹ در تهران درگذشت و در بهشت زهرا به خاک سپرده شد.

## فعالیت‌های علمی و دانشگاهی
عامری از هنگام تأسیس مدرسه حقوق در این مدرسه تدریس می‌کرد و پس از تأسیس دانشگاه تهران در سال ۱۳۱۳ که این مدرسه به دانشکده حقوق و علوم سیاسی دانشگاه تهران تبدیل شد، تدریس در این دانشکده را تا سال ۱۳۲۰ ادامه داد. برخی از مهم‌ترین شاگردان او عبارتند از: مشاورالممالک انصاری، نصیرالملک، نصرالله انتظام، مشرف‌الدوله نفیسی، احمد متین دفتری، محمد سروری، محمد سجادی، عبدالحسین هژیر، عباسقلی گلشاییان، نصرالله انتظام، محمود هدایت، علی‌اکبر دفتری، حسین گل‌گلاب، سید علی شایگان، عبدالله معظمی، عبدالحمید زنگنه، محمد نصیری، کریم سنجابی، محمود فروغی، مهدی پیراسته، جلال عبده، محمد مجلسی، عبدالحسین علی‌آبادی، محمدعلی هدایتی، سید غلامحسین خوشبین، احمد مقبل، مصطفی مصباح‌زاده، مهدی وکیل، شمس‌الدین امیرعلائی، عمیدی نوری، موسی سرابندی، سیدرضی عمید، حسن ارسنجانی، حسن صدر و حسین نقوی.

## تالیفات
- حقوق بین‌الملل خصوصی
- حقوق تجارت
- از رضا شاه تا محمدرضا پهلوی (مشاهدات و خاطرات میرزا جواد خان عامری معین الممالک)[۴]